# Cantone di Saint-Paul-Cap-de-Joux
Il Cantone di Saint-Paul-Cap-de-Joux era una divisione amministrativa dell'arrondissement di Castres.
È stato soppresso a seguito della riforma complessiva dei cantoni del 2014, che è entrata in vigore con le elezioni dipartimentali del 2015.
Comprendeva i comuni di:
- Cabanès
- Damiatte
- Fiac
- Magrin
- Massac-Séran
- Prades
- Pratviel
- Saint-Paul-Cap-de-Joux
- Teyssode
- Viterbe